# مونتالتو لیگوره
مونتالتو لیگوره (به ایتالیایی: Montalto Ligure) یک کومونه در ایتالیا است که در استان ایمپریا واقع شده‌است. مونتالتو لیگوره ۱۳٫۹ کیلومترمربع مساحت و ۳۶۴ نفر جمعیت دارد.